# Andrew Napolitano

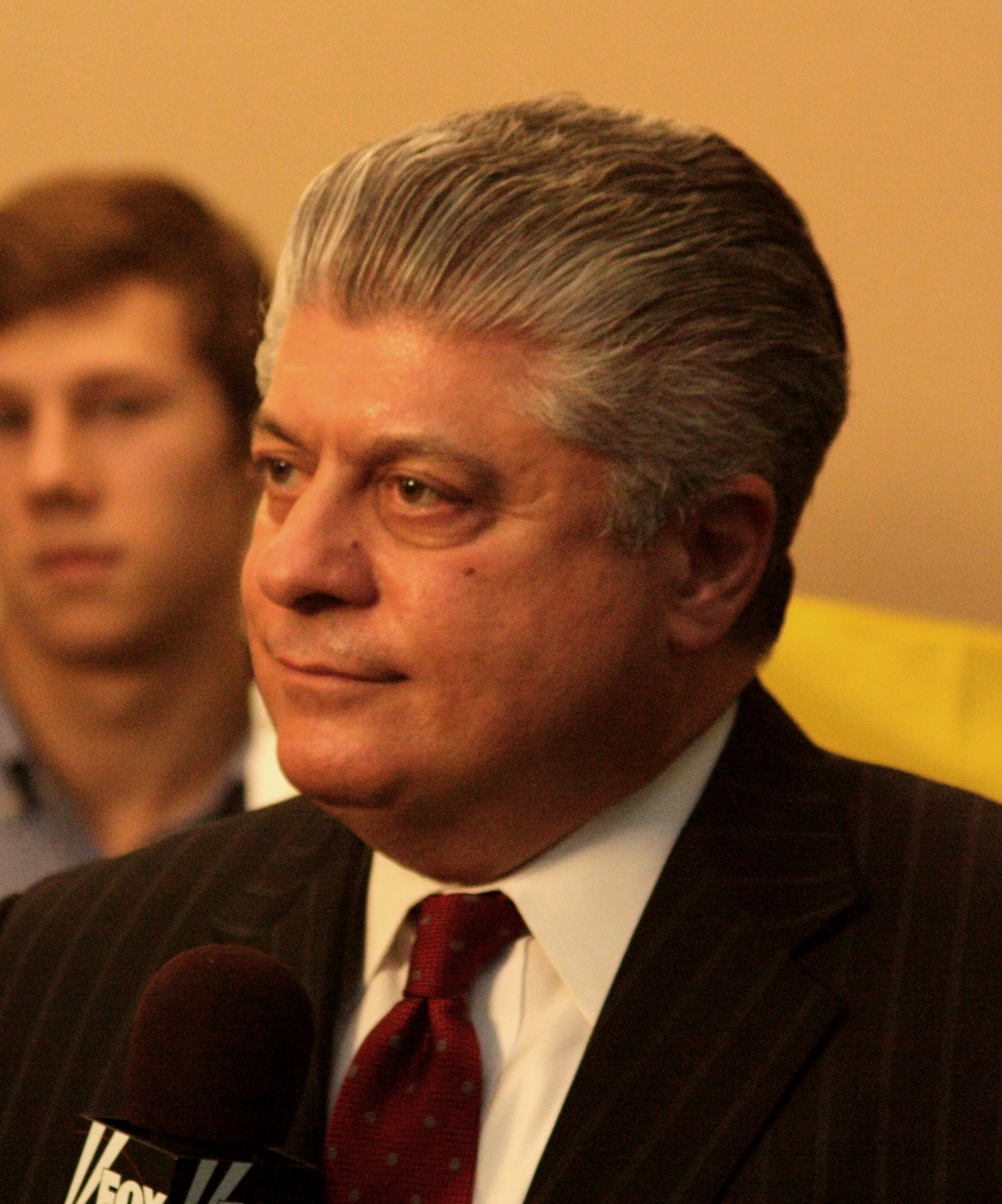
Andrew Napolitano (2010)

Andrew Peter Napolitano (* 6. Juni 1950 in Newark, New Jersey) ist ein US-amerikanischer Jurist, der vor allem für seine Tätigkeit als Rechtsexperte bei Fox News bekannt wurde.

## Tätigkeiten
Napolitano arbeitete bis März 2017 als Moderator sowie Experte für Recht und Politik („legal and political analyst“) für den Fox News Channel und Fox Business Network, wo er in der Regel Judge Napolitano (dt.: Richter Napolitano) oder einfach nur Judge genannt wurde und sich vor allem zu Fragen der Verfassung der Vereinigten Staaten äußerte. Am 21. März 2017, einen Tag nachdem der Geheimdienstausschuss des US-Repräsentantenhauses eine öffentliche Anhörung veranstaltet hatte teilte Fox News mit, Napolitano werde vorerst nicht mehr bei Fox News auftreten.
Napolitano veröffentlichte mehrere Bücher und lehrte elf Jahre lang als Adjunct Professor für Verfassungsrecht an der Seton Hall University School of Law in Newark. Diverse Zeitungen und Zeitschriften veröffentlichten Artikel von ihm, darunter The New York Times, The Wall Street Journal, Los Angeles Times, St. Louis Post-Dispatch, New York Sun, The Baltimore Sun, New London Day, Seton Hall Law Review, New Jersey Law Journal und Newark Star-Ledger.
Zwischenzeitlich wirkte er auch als Vizepräsident und Chefsyndikus („general counsel“) am Hackensack University Medical Center.
Napolitano bezeichnete sich 2010 selbst als libertärer Anhänger bzw. Unterstützer der Österreichischen Schule, des Naturrechts (im Gegensatz zum Rechtspositivismus) und der Lebensrechtsbewegung („Pro-Life“) sowie als Vor-Vaticanum-II-Katholik. („Pre-Vatican-II-catholic“). Gruppen wie das Southern Poverty Law Center oder Media Matters for America ordnen ihn der regierungsfeindlichen und verschwörungstheoretischen politischen Rechten zu. 2010 sagte er in der Radiosendung von Alex Jones, der Zusammensturz von World Trade Center 7 habe sich nicht so zutragen können, wie es die offizielle Version der US-Regierung darstellt.

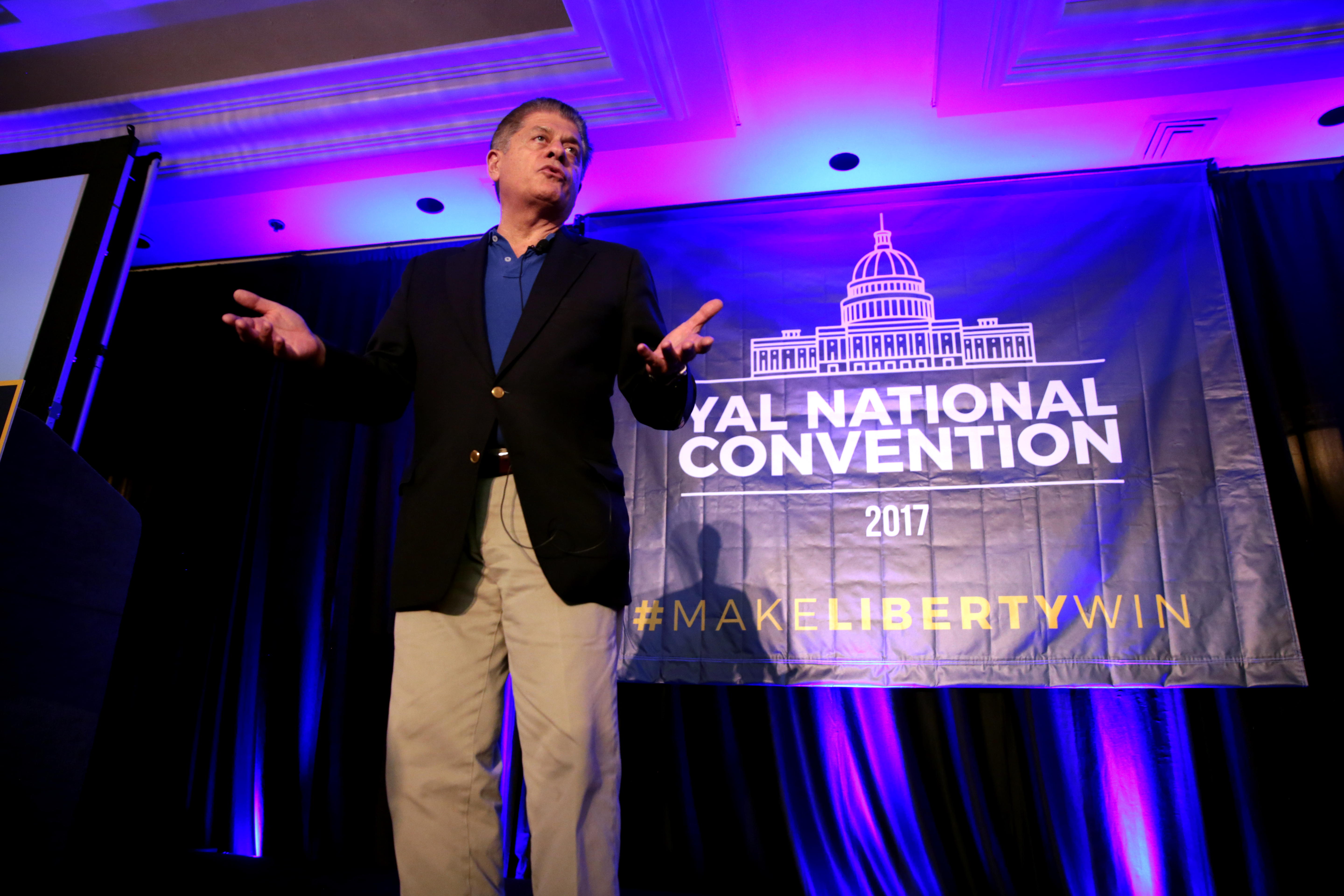
Andrew Napolitano spricht auf der Young Americans for Liberty National Convention (2017)

Im März 2017 sagte Napolitano auf Fox News, Barack Obama habe den britischen Geheimdienst GCHQ angestiftet, Donald Trump auszuspähen. Nachdem sich Trumps Sprecher Sean Spicer auf diese Informationen berufen hatte, dementierte der GCHQ in ungewöhnlich scharfer Form, Napolitanos Vorwürfe seien nonsense. They are utterly ridiculous and should be ignored. (Unsinn. Sie sind völlig lächerlich und sollten ignoriert werden.)
Fox News erklärte schließlich, von keinen Beweisen für die Abhörvorwürfe zu wissen, und nahm Napolitano aus dem Programm.

## Leben
Während seiner Highschool-Zeit arbeitete Napolitano als United States House of Representatives Page für Peter Wallace Rodino. Während seiner College-Zeit war er Unterstützer von Richard Nixon. Seinen B.A. machte er 1972 an der Princeton University, wonach er führendes Mitglied der Gruppe Concerned Alumni of Princeton wurde. Seinen J.D. machte er 1975 an der University of Notre Dame. Anschließend praktizierte er bis 1987 als Anwalt für Privatrecht.
1987 wurde er von Gouverneur Thomas Kean mit 36 Jahren zum bis dato jüngsten trial judge am New Jersey Superior Court ernannt; 1994 erhielt er von Gouverneurin Christine Todd Whitman die Berufung auf Lebenszeit. Zum 1. April 1995 legte er sein Amt nieder, um als Partner in der Anwaltskanzlei Robinson, St. John & Wayne in Newark zu arbeiten.
1995 begann er seine Fernseh-Karriere als wöchentlicher Kommentator zu Rechtsfragen für Court-TV. Dieselbe Funktion hatte er für MSNBC von 1995 bis 1997, danach von 1998 bis 2001 für Fox News Channel inne. Nach eigenen Angaben geschah die Anwerbung sowohl für NBC als auch Fox durch den damaligen CNBC- und späteren Fox-CEO Roger Ailes, der ihn als erstes über den Mordprozess gegen O. J. Simpson berichten ließ. Von 2000 bis 2001 spielte Napolitano den Richter in der Gerichtsshow Power of Attorney, die von Twentieth Century Fox Film Corporation produziert wurde.
1996 war Napolitano Partner im New-Jersey-Büro der Pittsburgher Kanzlei Reed Smith Shaw & McClay. 1997 wechselte er zur Kanzlei Sills Cummis Radin Tischman Epstein & Gross in Newark. Im selben Jahr vertrat er den damaligen Bürgermeister von Jersey City Bret Schundler im Rahmen von dessen Wiederwahl und die New Jersey Nets sowie deren Trainer John Calipari. Ab 2001 arbeitete er für die Kanzlei Epstein Becker & Green in Newark. 2004 war er Partner in der Kanzlei Fischbein Badillo Wagner Harding in New York.

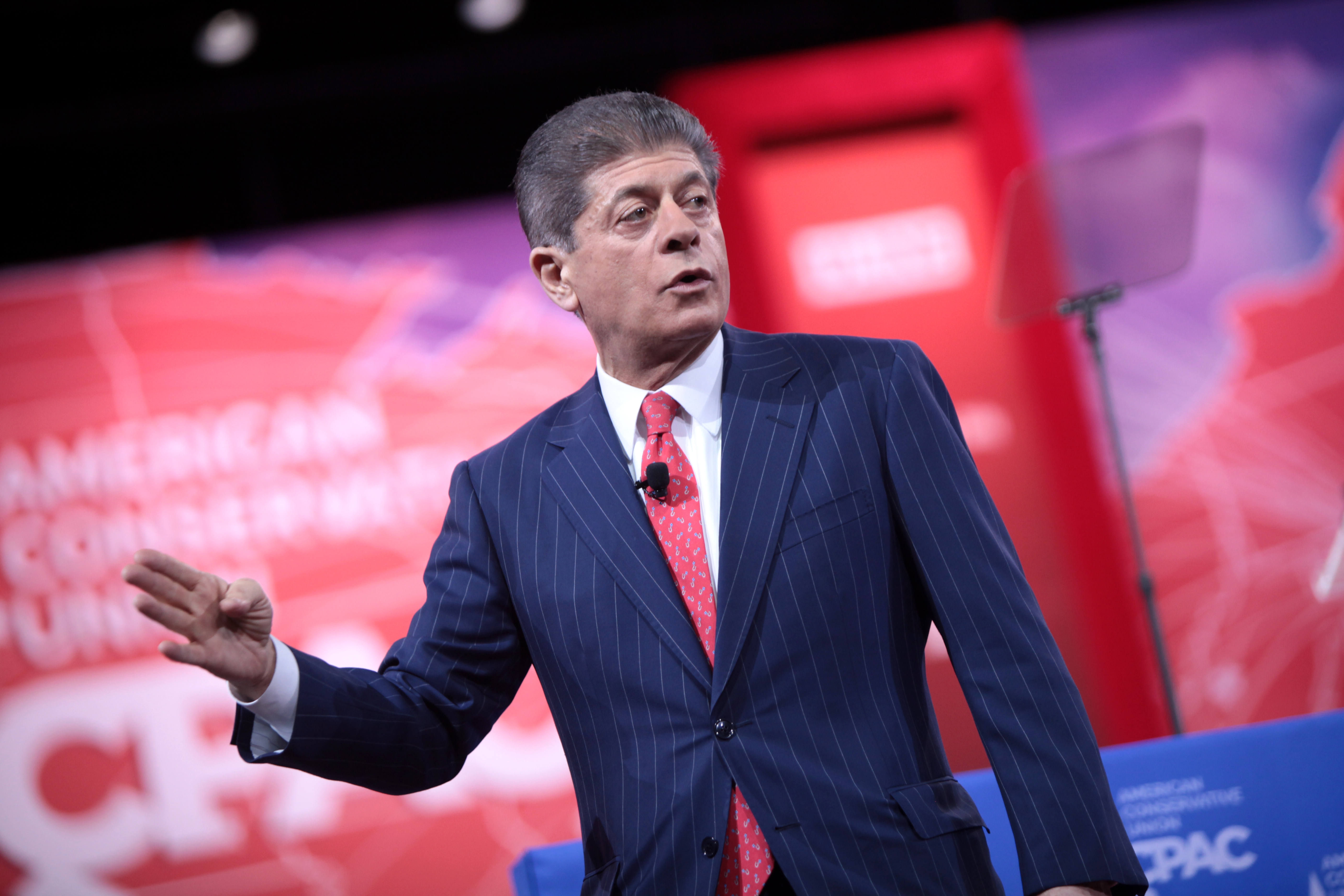
Napolitano auf der CPAC 2015

Vom 26. April 2006 an moderierte Napolitano zusammen mit Brian Kilmeade die Radiosendung Brian and the Judge auf Fox News Radio, die als Ersatz für die Tony Snow Show gestartet wurde, nachdem Tony Snow zum Pressesprecher im Weißen Haus berufen worden war. Napolitano verließ die Sendung zum 1. Juni 2010; seitdem heißt sie Kilmeade and Friends.
Von Frühjahr 2009 bis Februar 2012 moderierte Napolitano die Sendung Freedom Watch, die anfangs als Webcast auf FoxNews.com lief, seit Juni 2010 wöchentlich und seit November 2010 werktags auf Fox Business Network ausgestrahlt wurde. Der Tenor von Freedom Watch war betont libertär und wurde von einem Kommentator der New York Times als Tea Party TV bezeichnet. Zu den Gästen, die in der Sendung aufgetreten sind, gehörten unter anderem Alex Jones, Lew Rockwell, Ron Paul, Rand Paul, Ann Coulter, Glenn Beck und Sarah Palin.

## Vorwürfe von sexuellen Übergriffen
Am 11. September 2020 reichte Charles Corbishley aus South Carolina eine Klage gegen Napolitano im Bezirksgericht der Vereinigten Staaten für den südlichen Bezirk von New York ein, die ihm unter anderem sexueller Nötigung und Körperverletzung vorwarf. Napolitano habe Corbishley im Dezember 1988, während seiner Zeit als Richter, in einem eigens angeschafften Privathaus in Hackensack zum Oralverkehr gezwungen, nachdem er gekommen sei, um Schnee zu schippen. Zu der Zeit sei Napolitano der Richter in einem Verfahren wegen Brandstiftung gegen Corbishley gewesen, nachdem dessen Anwalt Robert Hollis, der 1998 wegen der Führung eines Prostitutionsringes verurteilt wurde, damit erfolgreich gewesen sei, den Fall Napolitano zu übertragen und Corbishley beauftragt habe, Schnee für den Richter zu schippen. Napolitano habe sich später erkenntlich gezeigt, indem er Corbishley ein äußerst mildes Urteil gegeben habe und auch spätere Verletzungen seiner Bewährungsauflagen größtenteils ignoriert habe. Andrew Napolitano bestritt die Anschuldigungen vehement; er nannte sie „reine Fiktion“ und kündigte an die Klage aggressiv vor Gericht zu bekämpfen.
Am 28. September wurde eine weitere Klage gegen Napolitano eingereicht, diesmal im New Jersey Superior Court. Der Kläger, James Kruzelnick, beschuldigte Napolitano, ihn zwischen 2014 und 2017 regelmäßig sexuell belästigt zu haben, nachdem er ihn in einem Steakhouse in Sparta, wo Kruzelnick als Kellner arbeitete, getroffen hatte. Napolitano sei ein Stammgast in dem Lokal gewesen und habe regelmäßig darum gebeten, von Kruzelnick bedient zu werden. Er habe ihn zuerst auf der Toilette des Restaurants begrapscht und von da an immer wieder ungewollte sexuelle Gespräche begonnen. Später habe Napolitano Kruzelnick in sein Haus eingeladen und ihn dort zum Sex gedrängt und rechtliche Hilfe für ihn und seinen Bruder von weiterem Sex abhängig gemacht. Der Höhepunkt sei ein Dreier zwischen Kruzelnick, Napolitano und einem Mitarbeiter bei Fox News gewesen. Auch diese Anschuldigung wies Napolitano entschieden von sich. Sie sei nur eingereicht worden, um die frühere Klage zu kopieren und um schnelles Geld zu verdienen. Auch Fox News hielt an Napolitano fest.

## Schriften
- Constitutional Chaos: What Happens When the Government Breaks Its Own Laws. Thomas Nelson 2006. ISBN 978-1-59555-040-8.
- The Constitution in Exile: How the Federal Government Has Seized Power by Rewriting the Supreme Law of the Land. Thomas Nelson, Nashville 2007. ISBN 978-1-59555-070-5.
- A Nation of Sheep. Thomas Nelson, Nashville 2007. ISBN 978-1-59555-097-2.
- Dred Scott's Revenge: A Legal History of Race and Freedom in America. Thomas Nelson, Nashville 2009. ISBN 978-1-59555-265-5.
- Lies the Government Told You: Myth, Power, and Deception in American History. Thomas Nelson, Nashville 2010. ISBN 978-1-59555-266-2.